# Alianța pentru Democrație și Reforme
Alianța pentru Democrație și Reforme (abreviat ADR) a fost o coaliție de guvernare din Republica Moldova, formată de către numeroase partide non-comuniste, aceasta a obținut majoritatea necesară în Parlamentul Republicii Moldova după alegerile parlamentare din 1998, dar pentru scurt timp.

## Istorie
Alianța pentru Democrație și Reforme a avut doi prim-miniștri: Ion Ciubuc (22 mai 1998 - 1 februarie 1999) și Ion Sturza (12 martie - 9 noiembrie 1999), toate au fost marcate de instabilitate politică cronică, ceea ce a împiedicat un program coerent de reformă. 
Politica externă a fost marcată de o dualitate de apartenență către CSI și pași spre o apropiere de Europa de Vest. Partidul Popular Creștin Democrat a votat cu Partidul Comunist pentru demiterea guvernului Alianței la 9 noiembrie 1999. Dezacordurilor apărute în cadrul Alianței pentru Democrație și Reforme, cauzate de un anumit grad de nemulțumire privind distribuția portofoliilor, a condus la dezintegrarea acesteia și la victoria copleșitoare a comuniștilor în alegerile parlamentare din 2001.

## General
La alegerile legislative din 22 martie 1998, Partidul Comuniștilor din Republica Moldova a câștigat 40 din cele 101 de locuri în Parlamentul Republicii Moldova, dar a fost redus la opoziție când Alianța pentru Democrație și Reforme a fost constituită de Convenția Democrată a Republicii Moldova (26 deputați), Partidul Democrat din Moldova (24 de deputați) și Partidul Forțelor Democratice (11 deputați).

Parlamentare 1998